# Jean-Pierre Matte
Pour les articles homonymes, voir Matte.
Jean-Pierre Matte est un acteur québécois né le 14 mai 1946.

## Biographie
Jean-Pierre Matte est diplômé du Conservatoire d'art dramatique de Montréal, promotion 1977.

## Filmographie
- 1974 : Les Ordres : Guardien de prison
- 1982 : Ce fut un bel été (TV) : Niçois
- 1982 : Les Girouettes (TV) : Gilles Bédard
- 1983 : S.A.S. à San Salvador, film de Raoul Coutard
- 1984 : Les Années de rêves : Roland
- 1986 : Miami Vice Saison 2 - Un aller simple (One Way Ticket) : Jean Faber
- 1987 : Shades of Love: The Ballerina and the Blues (TV) : Nickolai
- 1989 : Un signe de feu (TV) : Simon Cordeau
- 1991 : Archibald (TV) : Morin
- 1993 : Scoop II (TV) : Curé Charbonneau
- 1994 : Rêve aveugle
- 1994 : Les grands procès (TV) : M. Beaudry
- 1994 : Chambres en ville (TV) : André Cyr
- 1995 : Les Machos (série télévisée) : Jacques-Yves Malo
- 1995 : Chasseurs de loups, chasseurs d'or (TV) : Jean Drey
- 2001 : Avoir su... (série télévisée) : Reynald
- 2003 : Chartrand et Simonne (TV) : Théologien Bourbeau
- 2005 : Les Bougon, c'est aussi ça la vie! (TV) : Homme d'affaires